# Жарколь (Федоровський район)
Жарко́ль (каз. Жаркөл) — село у складі Федоровського району Костанайської області Казахстану. Входить до складу Федоровського сільського округу.
Населення — 701 особа (2021; 790 у 2009, 832 у 1999).